# Juan Fernández Amador de los Ríos
Juan Fernández Amador de los Ríos (1874-c. 1943) fue un historiador, profesor, filólogo y ensayista español

## Biografía
Nacido en 1874 e hijo de Francisco Fernández y González, era de ideología antiliberal y nacionalista española. Fue autor de títulos como Los orígenes de la nacionalidad española y su cultura (1903), Diccionario vasco-caldaico-castellano (1909) Antigüedades ibéricas (1911), España en la Edad Media y Moderna y Contemporánea (tres volúmenes, 1911-1912), España en las Edades Moderna y Contemporánea (1912) y  Monumento y tesoro de la lengua ibérica (1922), entre  otras obras. Arturo Campión dejó señalado en su correspondencia cómo Fernández Amador habría sostenido la teoría de que el idioma castellano sería un «latín euskarizado». Miembro correspondiente de la Real Academia de la Historia, habría fallecido en torno a 1943.